# 羅斯塔維齊亞河
羅斯塔維齊亞河（烏克蘭語：Роставиця），是烏克蘭的河流，位於該國北部，屬於羅斯河的左支流，河道全長116公里，流域面積1,465平方公里，發源自科贾廷，流經第聶伯高地，河水來自雨水和融雪。